# EDLIN
EDLIN ist ein zeilenorientierter Texteditor in MS-DOS, PC DOS und weiteren PC-kompatiblen DOS-Betriebssystemen. Er gilt als externes DOS-Kommando und bietet rudimentäre Funktionen zum Bearbeiten von Textdateien über eine Kommandozeilen-Oberfläche. Die Bedienung geschieht über Zeilennummern und Operationen mit Ein-Zeichen-Befehlen (beispielsweise löscht das Kommando „5d“ die 5. Zeile der aktuellen Datei).
EDLIN eignet sich auch als Interpreter und Programmieroberfläche für Stapelverarbeitungsdateien (Skripts). Ein Skript wird gestartet mit: edlin <NAME.BAT>

## Geschichte
EDLIN wurde 1980 von Tim Paterson für Seattle Computer Products (QDOS 0.2) entwickelt, bevor Paterson das Betriebssystem an Microsoft verkaufte. Dort war es lediglich als Übergangslösung für etwa ein halbes Jahr gedacht. Es handelt sich um ein Derivat des zeilenorientierten Editors ED.COM aus CP/M-80. Er war allerdings bis MS-DOS 4.01 (und damit fast 11 Jahre lang bis zum Erscheinen von MS-DOS 5.0) als einziger Standard-Texteditor enthalten. In dieser Zeit wurde er, von verschiedenen Sprachversionen abgesehen, offenbar niemals nennenswert verändert oder weiterentwickelt. Wie viele andere DOS-Programme wird von EDLIN die DOS-Version abgefragt, sodass es auf einer neueren oder älteren DOS-Version eventuell mit der Fehlermeldung „Falsche DOS-Version“ zum vorzeitigen Ende des Programmablaufs kommt.
In MS-DOS 5.0 wurde das ursprüngliche EDLIN.COM zu einer EXE-Datei im MZ-Format: EDLIN.EXE. Gleichzeitig wurde es von dem moderneren MS-DOS Editor, der eine zeichenorientierte Benutzerschnittstelle aufweist, als Standardeditor abgelöst. PC DOS führte mit der Version 6.1 den Editor E ein. Ab MS-DOS 6.0 ist EDLIN auf der Zusatz-Diskette „Supplemental Files“ (bzw. als Download: DOS6SUPP.EXE) enthalten und wird nicht mehr automatisch mitinstalliert.
EDLIN ist in allen MS-DOS-Versionen und als 16-Bit-Anwendung in einigen NT-basierten Windows-Versionen enthalten. In Windows NT lief EDLIN unter der Virtual DOS Machine (x86; bis Windows 10) oder mittels eines Emulators (Alpha, MIPS, PowerPC; bis NT 4.0).